# Јелена Ћирић
Јелена М. Ћирић (Смедерево, 15. новембар 1973) српска је књижевница и културна радница, која живи и ради у Прагу. Пише поезију и кратке приче и песме су јој превођене на чешки, енглески, немачки, словеначки, македонски, хрватски, арапски и италијански језик.

## Биографија
Јелена је рођена у породици Митковић, од оца Мирослава и мајке Милице. Основно и гимназијско образовање стекла је у Пожаревцу, граду у којем је и одрасла. Дипломирала је 1999. на Правном факултету у Београду, а потом до 2002. радила у својству стручног сарадника у пожаревачком Окружном суду. Исте године се преселила у главни град Чешке, где је једно време радила као правник, а касније се ангажовала на пољу културе.
Литерарни рад Јелене Ћирић заступљен је у многим зборницима, антологијама и на веб-порталима. Објавила је три самосталне књиге поезије: „Жар”, „Наискап” и „Мушке песме”. Осим тога, коауторка је у неколико збирки песама и прича, међу којима је и „Антологија савременог стваралаштва за децу српских писаца у расејању”. Њена биографија увршћена је у „Биографски лексикон Српски писци у расејању 1914–2014”.
Често учествује у културним догађајима, приређује промоције, неретко преводећи са чешког језика на српски и обратно. Извештавала је за емисију „Србија на вези” Сателитског програма Радио-телевизије Србије као сарадница из Чешке, а 2019. је глумила Клару Линхард у документарно-играном филму „Седам хиљада душа” редитеља Сањина Мирића, на којем је радила и као организатор продукције. Филм говори о страдању Срба у аустроугарским логорима Јиндриховице и Броумов за време Првог светског рата.
Председница је прашког удружења грађана „Ластавица”, које се бави организацијом културних и хуманитарних делатности, те чланица Удружења књижевника Србије, удружења „Српски кривак”, Удружења чешко-српског пријатељства „Родољуб” и редакције часописа за културу, науку и уметност „Жрнов”.
У оквиру едиције „Парфеми познатих”, Јелена је 2018. креирала парфем који носи њено име.
Живи и ради у Прагу. Удата је за Мирослава Ћирића, са којим има две ћерке, Марију и Тамару.

## Филмографија
| Год.  | Назив             | Улога         |
| ----- | ----------------- | ------------- |
| 2019. | Седам хиљада душа | Клара Линхард |

## Награде и признања
- Песничка награда „Поет” за дебитантску збирку песама „Жар” (2011)
- Годишња награда уметничке групе „Арте” за најбољу књигу поезије у 2011.
- Признање „Књижевница године” за 2012, према гласовима аутора уметничке групе „Арте”
- Признање „Златна значка” Културно-просветне заједнице Србије (2014)[20]
- Признање „Најуспешнија и најпопуларнија песникиња Србије и дијаспоре за 2015. годину”, на основу анкете на интернету и путем педесет регионалних и локалних телевизија у Србији које емитују забавно-едукативну емисију „Под сјајем звезда”[5]
- Признање „Њака крчединска” на Међународној уметничкој колонији у Крчедину (2016)[21]
- Годишње признање „Новосадског књижевног клуба” за најбоље поетско остварење у 2016. за збирку „Мушке песме”
- Награда „Растко Петровић” Матице исељеника и Срба у региону за збирку „Мушке песме” (2016)[22]
- Плакета за неговање савремене српске љубавне поезије на Међународним песничким сусретима „Орфеј на Дунаву” (2017)

### Остале награде
- Друга награда на „Европском Фејсбук песничком фестивалу” у организацији Банатског културног центра из Новог Милошева (2011)[23]
- Tрећа награда на „Књижевним сусретима” у организацији Књижевног клуба 21 из Смедеревске Паланке (2011)[24]
- Трећа награда на Међународној уметничкој колонији у Крчедину 2011.
- Друга награда по оцени публике на „Књижевним сусретима” у организацији Књижевног клуба 21 из Смедеревске Паланке (2012)[25]
- Трећа награда на Међународном фестивалу поезије на дијалекту „Преображењско појање” у Нишу (2014)[5]

## Дела

### Аутор
- Ћирић, Ј. (2011). Жар. Београд: Арте. ISBN 978-86-87133-23-5.
- Ћирић, Ј. (2013). Жар (друго издање). Београд: Арте. ISBN 978-86-87133-23-5.
- Ћирић, Ј. (2013). Наискап. Београд: Арте. ISBN 978-86-87133-76-1.
- Ћирић, Ј. (2016). Мушке песме. Београд: Арте. ISBN 978-86-6415-069-9.
- Ћирић, Ј. (2018). Жар (треће издање). Београд: Арте. ISBN 978-86-87133-23-5.
- Ћирић, Ј. (2018). Наискап (друго издање). Београд: Арте. ISBN 978-86-87133-76-1.
- Ћирић, Ј. (2018). Мушке песме (друго издање). Београд: Арте. ISBN 978-86-6415-069-9.

### Коаутор
- Миловановић, С. Ж. (аутор); Ћирић, Ј. (коаутор) (2012). Ја, ти, он и она. Београд: Арте. ISBN 978-86-87133-39-6.
- Јакшић, М. (аутор); Ћирић, Ј. (коаутор) (2014). Не знам шта би друго могло да нас веже. Београд: Арте. ISBN 978-86-6415-071-2.

### Рецензент
- Чотрић, А. (2013). Добре вибрације – афоризми о женама и мушкарцима. Београд: Биндер. ISBN 978-86-89259-09-4.
- Бундало, С. (2013). Подршка неба. Београд: Нова поетика. ISBN 978-86-6317-019-3.
- Благојевић, Р. (2013). Шапат сопства. Београд: Арте. ISBN 978-86-87133-62-4.
- Манојловић, Ж. (2015). Моравске кошаве из моега краја или Смеј. Крушевац/Београд: Културни центар / Soho Graph. ISBN 978-86-83987-46-7.
- Крстић, С. (аутор); Сакић, М. (коаутор) (2015). Наше нешто: „Соба загубљених љубавника”. Београд / Смедеревска Паланка: Арте / Starprint plus. ISBN 978-86-6415-014-9.
- Јанковић, Б. (2017). Фебруарски бродови. Ниш: Вране. ISBN 978-86-80620-06-0.
- Чотрић, А. (2018). Љубав на речима – афоризми о женама и мушкарцима. Београд: Српска реч. ISBN 978-86-491-0088-6.
- Чотрић, А.; Недучић, С. (превод на мађарски) (2018). Szerelmes szavak – aforizmák nőkről és férfiakról (Љубав на речима – афоризми о женама и мушкарцима). Будимпешта: Самоуправа Срба у Мађарској. ISBN 978-86-491-0088-6.
- Дениса, К. (2019). Одрон сећања. Београд/Будимпешта: Просвета/Круг. ISBN 978-86-07-02247-2.
- Чотрић, А. (уредник) (2020). Кнедла у грлу – антологија чешког афоризма. Београд: Српска реч. ISBN 978-86-491-0094-7.